# Thal SG

Luftbild aus 300 m von Walter Mittelholzer (1923)

| SG ist das Kürzel für den Kanton St. Gallen in der Schweiz. Es wird verwendet, um Verwechslungen mit anderen Einträgen des Namens Thal zu vermeiden. |

Thal ist eine politische Gemeinde und eine Ortschaft im Kanton St. Gallen. Sie besteht aus den Ortschaften Thal, Staad und Altenrhein.

## Geographie

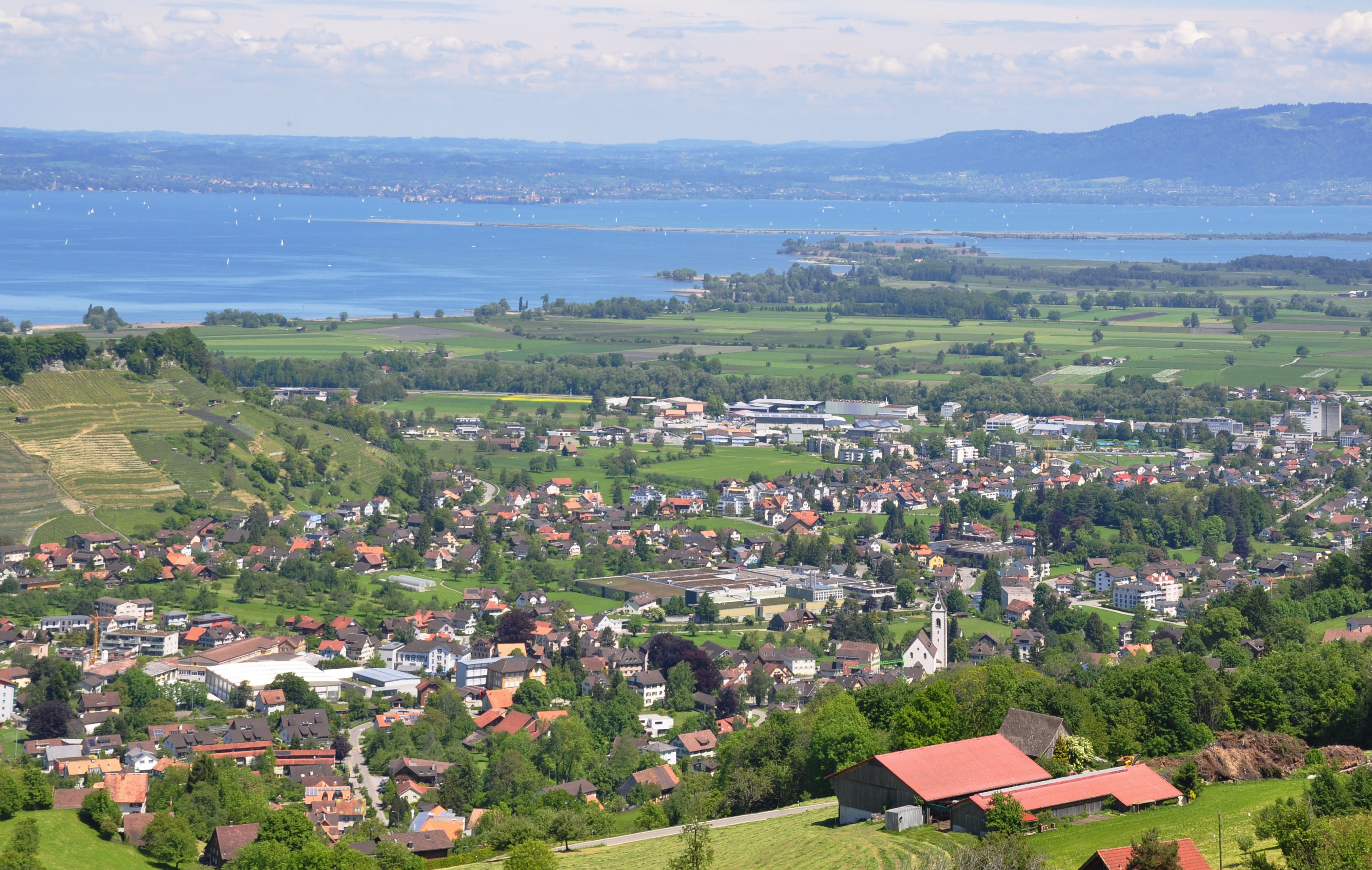
Blick über Thal zum Bodensee

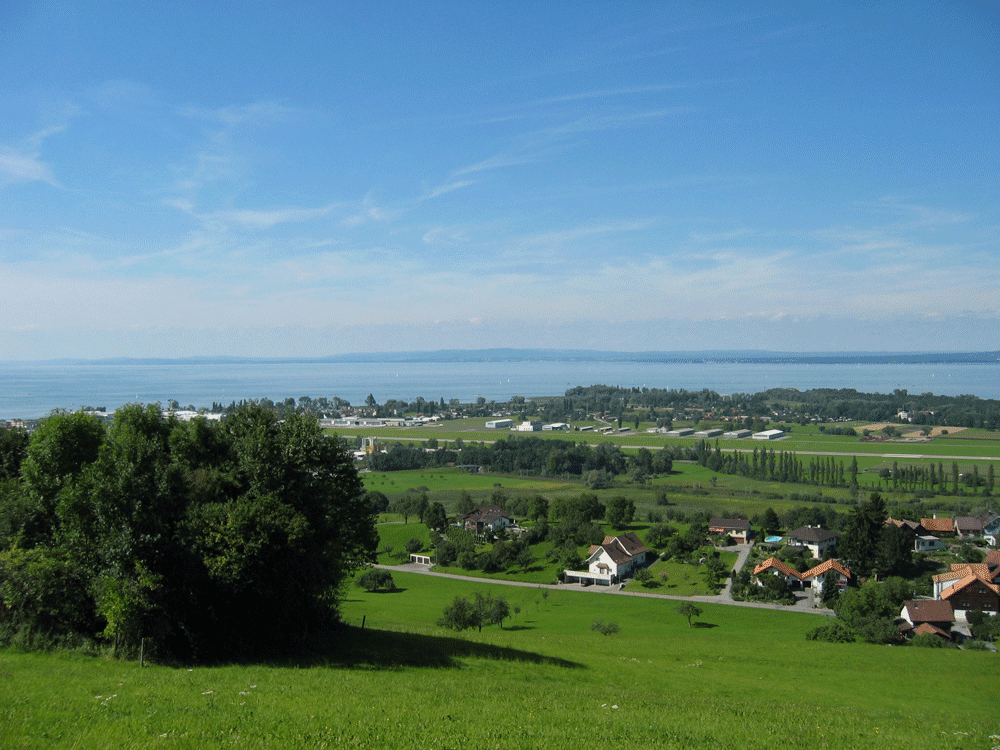
Ortsteil Altenrhein mit Flugplatz, gesehen vom Buechberg

Thal und Buriet zählen zu den sogenannten inneren Rhoden und Altenrhein, Buechen, Staad zu den sogenannten äusseren Rhoden mit dem Buechberg (525 m) als Trennung.
- Altenrhein liegt an der Mündung des Alten Rhein in den Bodensee.
- Buriet liegt am Nordostabhang des Buechbergs.
- Buechen liegt zwischen dem Buechberg und dem Rorschacher Berg, Staad bildet mit Buechen eine Einheit und liegt nordwestlich von Buechen am Bodensee.[5]
- Thal liegt – wie der Name schon andeutet – in einem klimatisch geschützten Talkessel zwischen dem Buechberg im Norden und Lutzenberg im Süden.

## Geschichte
Die Geschichte der einzelnen Gemeindeteile unterscheidet sich stark voneinander. Während Thal bis 1798 zur Vogtei Rheintal gehörte, unterstanden Altenrhein und ein Teil von Staad der Fürstabtei St. Gallen.

### Thal
Thal wurde 1163 als curtis tale erstmals erwähnt. Der Bischof von Konstanz verkaufte den aus Thal, Buechen, Heiden, Lutzenberg, Rheineck, Staad und Wolfhalden bestehenden Hof Thal samt der Pfarrkirche 1163 an Rudolf von Pfullendorf, der den 1209 in die Reichsvogtei Rheineck umgewandelten Reichshof an Kaiser Friedrich I. vererbte. Niedergericht, Kirchensatz und Kelnhof Thal wurden 1341 an die Herren von Sulzberg verpfändet. 1429 löste sich Kurzenberg von Thal, 1598 wurde eine Allmendteilung zwischen dem Hof Thal und Kurzenberg durchgeführt. 1498 erfolgte die definitive Abtrennung der Stadt Rheineck, 1770 eine Allmendteilung im Buriet unter den Dorfgenossen. 1490 bis 1798 war Thal Teil der Landvogtei Rheintal. 1798 bis 1803 gehörte Thal zum Distrikt Rheintal im Kanton Säntis, dann von 1803 bis 1831 zum sankt-gallischen Bezirk Rheintal bzw. 1831 bis 2002 zum Bezirk Unterrheintal.
Die erste Kirche dürfte um 700 erbaut worden sein. Die Pfarrei Thal mit der Kirche Unserer Lieben Frau umfasste Thal, Buechen, Staad, Rheineck, die appenzellischen Gemeinden Heiden, Lutzenberg und Wolfhalden sowie bis 1791 das österreichische Gaissau. 1529 bis 1532 war Thal reformiert, dann paritätisch. 1712 erfolgte die Teilung des Kirchengutes. 1716 entstand die reformierte Pfarrei Thal-Lutzenberg, 1790 wurde die reformierte Kirche Buechen-Staad erbaut.
Ab dem 16. Jahrhundert entstanden hier Schlösser und Landhäuser von Adligen und Bürgern der Stadt St. Gallen. Der Rhein und die Bäche aus dem Appenzeller Vorderland richteten immer wieder Schaden an. 1889 bis 1897 erfolgten Verbauungen. Ein Brand zerstörte 1806 49 Gebäude.
Bis zum Zweiten Weltkrieg lebte Thal hauptsächlich von der Landwirtschaft, vor 1850 v. a. vom Ackerbau mit 12 Mühlen. Seit dem Spätmittelalter wird zudem Sandstein gewonnen. Bereits im 10. Jahrhundert ist Rebbau am Buechberg belegt. 1886 betrug die Rebfläche 96 ha, 1992 noch 20 ha. 1916 wurde die Weinbaugenossenschaft Thal gegründet. Daneben siedelte sich schon früh Industrie an: 1813 eine Zwirnerei, 1891 wurde eine Färberei angegliedert, 1836 eine Seidengazenfabrik Sefar mit Fabrik- und Heimarbeit und 1862 eine Kartonfabrik. Das ehemalige Fremdenkrankenhaus von 1885 wurde 1916 zum Gemeindekrankenhaus und 1979 zum regionalen Pflegeheim umgewandelt. 1930 bis 2012 betrieben die Steyler Missionare das Gymnasium Marienburg. Dank dem 1973 erfolgten Autobahnanschluss liessen sich diverse Industrie- und Gewerbebetriebe v. a. im Buriet nieder, während sich in Buechen Wohnquartiere, Schul- und Freizeitanlagen konzentrieren.

### Altenrhein und Staad
→ siehe Abschnitt Geschichte im Artikel Altenrhein SG
→ siehe Abschnitt Geschichte im Artikel Staad SG

## Wappen
Beschreibung: In Silber eine blaue Weinrebe mit grünem Laub.

## Bevölkerung
| Jahr      | 1850 | 1900 | 1950 | 1980 | 2000 | 2010  | 2019  |
| Einwohner | 2748 | 3546 | 4025 | 4725 | 5996 | 6286  | 6565  |
| Quelle    |      |      |      |      |      | [ 7 ] | [ 7 ] |

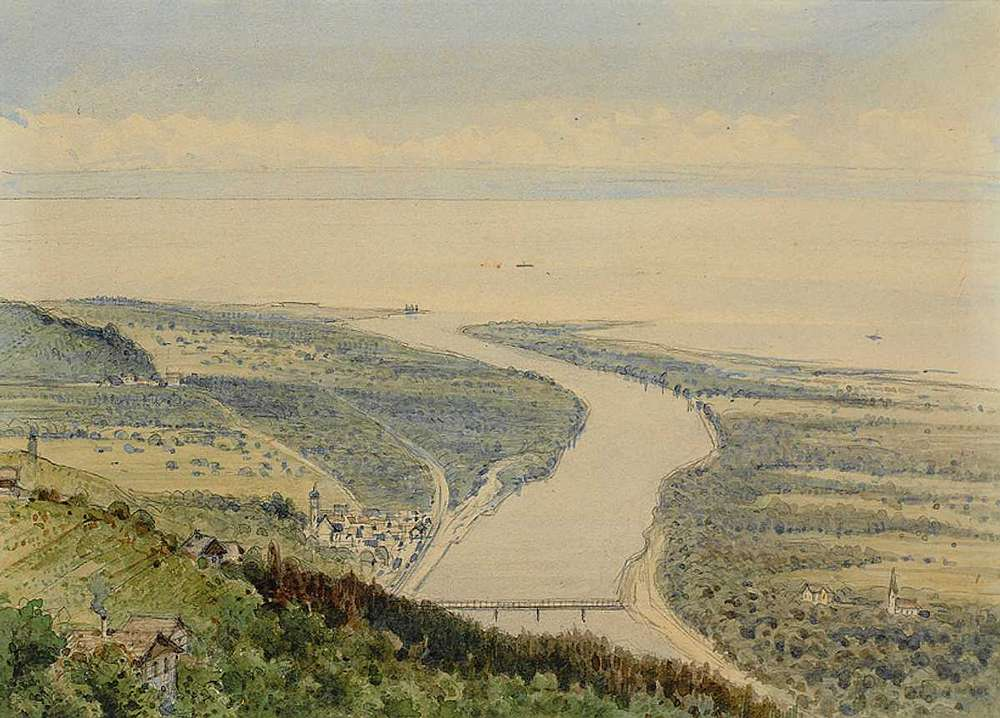
Mündung des Rheins (heute Alter Rhein) in den Bodensee bei Altenrhein, auf einem Gemälde von Max Bach (1841–1914)

Am 1. Juli 2022 hatte die Ortschaft Thal 3693 Einwohner.

## Religion
Es gibt eine paritätische Kirche in Thal, je eine römisch-katholische Kirche in Staad und Altenrhein, sowie eine protestantische Kirche in Buechen/Staad.

## Politik
Die Gemeindeverwaltung hat ihren Sitz in Thal.

## Kultur und Sehenswürdigkeiten

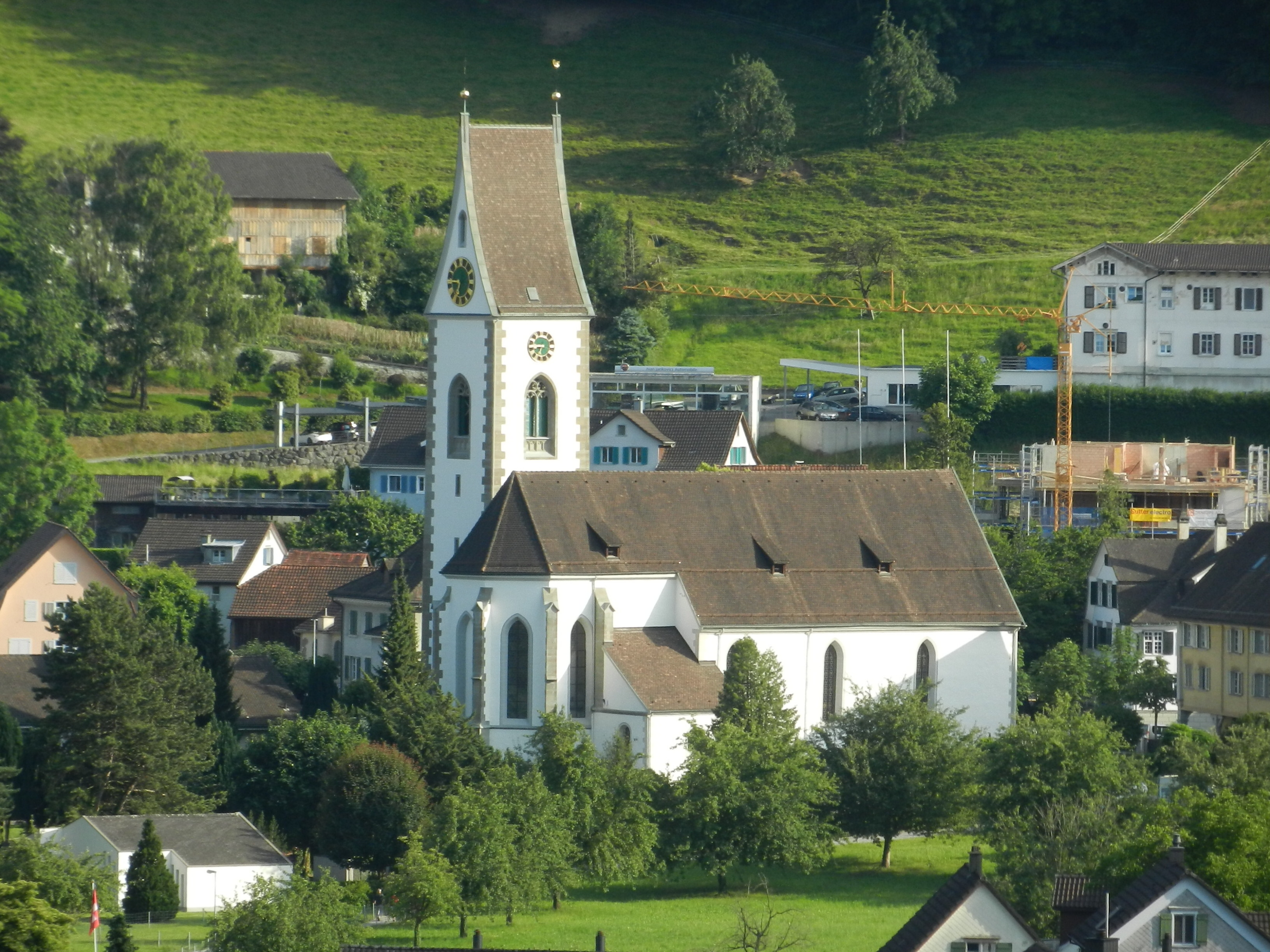
Paritätische Kirche Unserer Lieben Frau

### Bauwerke
- Die paritätische Kirche von Thal besitzt mit dem fünfstimmigen Bronzegeläute der Glockengiesserei Egger a0 – c1 – d1 – f1 – a1 ein in der Schweiz einmaliges Glockenensemble. Auf dem Friedhof neben der Kirche befindet sich das Grab des Bildhauers Ferdinand Schlöth.[9]
- Auf einer Anhöhe von Staad steht die 1967 erbaute römisch-katholische Christkönigskirche.
- Weitere markante Bauwerke sind die Schlösser Blatten, Greifenstein und Risegg im Ortsteil Buechen.
- Die in den Jahren 1998 bis 2002 gebaute Hundertwasser-Markthalle befindet sich am Kreisverkehr zwischen Staad und Altenrhein.

### Museen
- Am Flugplatz in Altenrhein besteht ein Fliegermuseum mit Flugzeugen aus den 40er- bis 80er-Jahren, die in einem flugfähigen Zustand erhalten werden.

## Wirtschaft und Infrastruktur

### Ansässige Unternehmen

#### Altenrhein
Altenrhein wandelte sich 1924 mit der Ansiedelung eines Zweigbetriebes der Dornier-Werke von einem Fischerdorf zu einer industriell geprägten Siedlung. Aus den Dornier-Werken entwickelte sich nach dem Zweiten Weltkrieg die Flug- und Fahrzeugwerke Altenrhein (FFA). Ab 1987 wurde die FFA schrittweise verkauft und in die Stadler Rail (Altenrhein) und weitere Betriebe zerlegt.

→ siehe Abschnitt Wirtschaft im Artikel Altenrhein SG

#### Thal und Staad
Der weltgrösste Hersteller von Einkaufswagen Wanzl betreibt seit 1972 in Thal eine Niederlassung.
Bis in das Jahr 1940 bestand im Ortsteil Staad die Glockengiesserei Egger, die sich für zahlreiche Kirchengeläute in der Ostschweiz verantwortlich zeigte.

### Verkehr
Der Flugplatz St. Gallen-Altenrhein (ACH) entwickelte sich aus dem ehemaligen Werksflugplatz des Flugzeugwerkes. Dieser wurde 1988 mit einer Verbindung nach Wien für den Linienflugverkehr geöffnet und seither weiter ausgebaut. Seit 2003 trägt er die Bezeichnung Flugplatz St. Gallen-Altenrhein. 1998 fand in Altenrhein die International Bodensee Airshow statt.
In Buriet befindet sich ein Anschluss an die Autobahn A1. Hier ist auch ein Stützpunkt der Autobahnpolizei sowie ein Werkhof des Unterhaltsdienstes für die Autobahn. Das Kantonale Strassenverkehr- und Schifffahrtsamt betreibt in Buriet eine Prüfstelle.
Die Dörfer der politischen Gemeinde Thal sind mit Postauto-Linien verbunden. Diese gewähren auch den Anschluss an die SBB in den Bahnhöfen Staad und Rheineck.

### Bildung
In Thal liegt das OZ Thal, wo Schüler aus allen drei Ortschaften (Thal, Staad, Altenrhein) die 7.–9. Klasse absolvieren.

## Persönlichkeiten
- Johann Gebhard Lutz (1835–1910), Jurist und Politiker
- Sebastian Bärlocher (1838–1902), Textilindustrieller
- Jakob Lutz (1845–1921), Lehrer und Politiker
- Anton Messmer (1858–1937), Kaufmann und Politiker
- Lukas Christ (1881–1958), evangelischer Geistlicher in Pratteln
- August Bärlocher (1887–1968), Publizist und Redaktor
- Monika Hauser (* 1959), Gründerin der Frauenrechtsorganisation medica mondiale
- Robert Raths (* 1961), Politiker (FDP), ehemaliger Gemeindepräsident
- Matthias Michel (* 1963), Jurist und Politiker
- Marc Walder (* 1965), Journalist, Medienmanager und Tennisspieler
- Thomas Griesser (* 1967), österreichischer Leichtathlet
- Gion-Andrea Bundi (* 1976), Skilangläufer
- Jessica Lutz (* 1989), US-amerikanisch-schweizerische Eishockeyspielerin
- Jolanda Neff (* 1993), Radrennfahrerin (Mountainbike), wuchs in Thal auf